# Studánka Pod Jedovou
Studánka Pod Jedovou, nazývaná také Studánka Jiřinka, je vydatný vodní pramen, který se nachází na západním svahu kopce Jedová (pohoří Nízký Jeseník) v katastru obce Dolany v okrese Olomouc v Olomouckém kraji. Voda ze studánky teče do Trusovického potoka (přítok řeky Moravy). Pramen je obtížně přístupný na příkrém svahu lesního terénu. Poblíž se nachází turistická stezky a silnice, které však nevedou k prameni. Pramen teče do obdélníkové studánky v jejím rohu. V okolí studánky jsou lavičky a občasně je prováděn i rozbor vody.
Studánka pod Jedovou se nachází v Přírodním parku Údolí Bystřice.

## Další informace
V okolí se také nacházejí další udržované studánky, např. studánka U Kostelní cesty, studánka u Šifrové jeskyně a také Šifrová jeskyně.

## Galerie
- Studánka Pod Jedovou
- Rozbor vody studánky